# نستور (تن‌تن)
نِستور (انگلیسی: Nestor) یک شخصیت خیالی در ماجراهای تن‌تن و میلو، اثر کاریکاتوریست بلژیکی هرژه است. او پیشخدمت بردبار و صبور کاخ مولینسار است.
نستور مظهر یک پیشخدمت خانگی به سبک فرانسوی است. او آماده‌به‌خدمت، نجیب، وفادار و اهل خانه و زندگی است و همواره در خدمتِ ارباب خود کاپیتان هادوک و ساکنان یا مهمانان دیگر خانه همچون تن‌تن، پروفسور تورنسل یا بیانکا کاستافیوره است.

## تاریخچه شخصیت
نستور نخستین بار در راز اسب شاخدار دیده شد. در این داستان، او پیشخدمت فرمانبردار و وظیفه‌شناس «برادران پرنده»، صاحبان اولیهٔ کاخ مولینسار و شخصیت‌های شرور داستان است. تن‌تن توسط مَکس و ژ. پرنده ربوده شده و در انبار قصر حبس شده است. زمانی که تن‌تن از زیرزمین فرار می‌کند و سعی می‌کند از طریق تلفنِ خانه، با دوستانش تماس بگیرد، نستور وارد اتاق می‌شود و می‌پرسد که او کیست. کمی بعد درگیری میان آنها شکل می‌گیرد که در طی آن، نستور وفادارانه در کنار کارفرمایانش می‌ایستد. در پایان داستان زمانی که فعالیت‌های جنایتکارانه برادران پرنده فاش می‌شود، نستور از هرگونه تخلف و اتهام مبری می‌شود. تمام شواهد در محاکمه برادران پرنده نشان می‌دهد که نستور از نیت واقعی آنها بی‌خبر بوده است و تن‌تن و کاپیتان هادوک هم استدلال می‌کنند که نمی‌توان او را به خاطر اقدامات اربابان قبلی خود، مورد مؤاخذه و جریمه قرار داد.
وقتی کاپیتان هادوک کاخ اجدادی‌اش را پس می‌گیرد، نستور به عنوان پیشخدمتِ کاخ مولینسار ابقا می‌شود، چرا که کاپیتان هادوک نستور را بخشی جدایی‌ناپذیر از این مکان می‌داند. او همچنان یکی از شخصیت‌های اصلیِ تمام داستان‌های بعدی تن‌تن است که در کاخ اتفاق می‌افتد و وفادارانه به دوستانش هادوک و تن‌تن خدمت می‌کند.
در جواهرات کاستافیوره، او به شکلی کلیشه‌ای به کولی‌ها مشکوک است.

## اقتباس‌ها
نستور در سال ۲۰۱۱ در فیلم اقتباسی ماجراهای تن‌تن: راز اسب شاخدار با صداپیشگی این ریتل ظاهر می‌شود که پیشخدمت ساخارین است. شخصیت او در این فیلم خوش‌قلب نشان داده می‌شود و حتی مخفیانه به تن‌تن کمک می‌کند و به او اشاره می‌کند که کشتی مدل، حاوی چه چیزی است. همچنین اشاره شده است که نستور از کارفرمای خود ناراضی است و می‌گوید که ساخارین اصلاً به او حقوقی نمی‌دهد. در پایان فیلم او پیشخدمت هادوک می‌شود. این فیلم همچنین جزئیات جدیدی را به رویات اضافه می‌کند که جد نستور، آقای نیکولز، ناخدایارِ «سر فرانسیس هادوک»، بوده است، که نشان می‌دهد خانواده او از آن زمان و طی سال‌های طولانی به خانوادهٔ کاپیتان هادوک خدمت کرده‌اند.